# Xenographia semifusca
Xenographia semifusca är en fjärilsart som beskrevs av George Francis Hampson 1895. Xenographia semifusca ingår i släktet Xenographia och familjen mätare. Inga underarter finns listade i Catalogue of Life.